# La ricchezza delle nazioni
La ricchezza delle nazioni o per esteso Indagine sulla natura e le cause della ricchezza delle nazioni (An Inquiry into the Nature and Causes of the Wealth of Nations), è la principale opera (saggio economico) di Adam Smith, ritenuto il fondatore dell'economia politica.
Scritta tra il 1767 e il 1773 a Kirkcaldy, dopo un viaggio in Europa come precettore di un giovane aristocratico durante il quale l'autore ebbe occasione di conoscere gli intellettuali del tempo (Voltaire, D'Alembert, François Quesnay e altri) e contestualizzata storicamente nel periodo che precede la guerra d'indipendenza americana (1779), fu completata a Londra, dove fu pubblicata il 9 marzo 1776, l'anno della Dichiarazione d'indipendenza. Nella quarta edizione del libro del 1786, Smith dedica questo ad Henry Hope, banchiere di Amsterdam.

## Descrizione

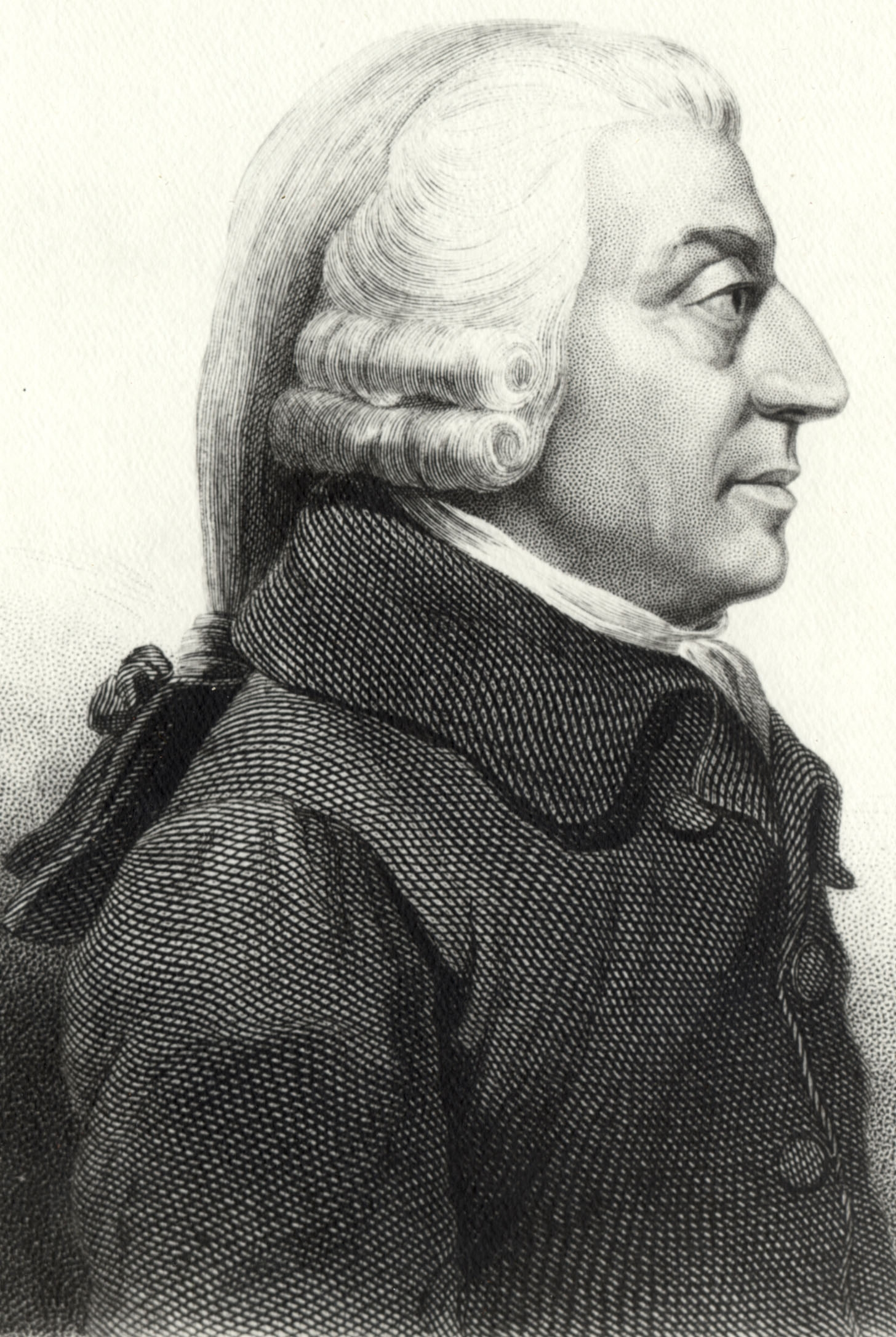
Adam Smith

Il monopolio dell'industria manifatturiera (inglese) fu una delle cause scatenanti il conflitto con l'Inghilterra che non voleva la nascita di un'industria sul suolo americano. L'autore assume in merito una posizione contraria all'intervento statale: infatti l'affermazione del laissez faire nel caso americano avrebbe comunque significato il mantenimento delle importazioni dalla madrepatria inglese. A tale politica economica la teoria smithiana forniva inoltre anche un fondamento teorico e in quest'opera comparve infatti per la prima volta la metafora della mano invisibile.
L'opera formalmente è composta da cinque Libri:
1. Delle cause del progresso nelle capacità produttive del lavoro, e dell'ordine secondo cui il prodotto viene naturalmente a distribuirsi tra i diversi ceti della popolazione tratta gli effetti della divisione del lavoro ed è esposta in dettaglio la teoria smithiana del valore e della distribuzione del reddito;
2. Della natura, dell'accumulazione e dell'impiego dei fondi tratta del ruolo svolto dalla moneta e la teoria dell'accumulazione del capitale;
3. Del diverso progresso della prosperità nelle diverse nazioni, contiene un'esposizione critica della storia economica dalla caduta dell'impero romano;
4. Dei sistemi di economia politica è un piccolo trattato di storia del pensiero economico e contiene la critica radicale della dottrina mercantilista e fisiocratica;
5. Del reddito del sovrano e della repubblica analizza il ruolo dello Stato e delle finanze statali nello sviluppo economico.

### Il lavoro come fonte della ricchezza delle nazioni

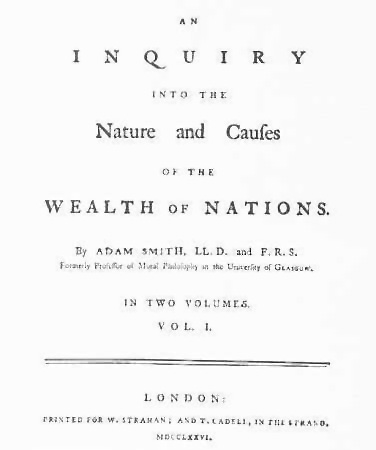
Frontespizio dell'edizione originale della Ricchezza delle Nazioni, Londra, 1776

Smith individua nel lavoro svolto "il fondo da cui ogni nazione trae in ultima analisi tutte le cose necessarie e comode della vita". Tali beni sono o il prodotto immediato di tale lavoro, oppure il risultato di uno scambio di questi ultimi con quelli cercati.
Tuttavia, nota Smith, la quantità della produzione sarà il risultato di due cause distinte:
- "l'arte, la destrezza e l'intelligenza con cui vi si esercita il lavoro", che sono le determinanti della capacità produttiva dello stesso;
- il rapporto tra coloro che sono impiegati in lavori produttivi e coloro che non lo sono, quelli che Smith chiama lavoratori improduttivi.

In Smith la ricchezza di una nazione non deriva quindi dalla quantità di risorse naturali o metalli preziosi di cui essa può disporre, come ritenevano i mercantilisti, né è generata solo dalla terra, l'unica risorsa capace di produrre un sovrappiù per i fisiocratici, ma dal lavoro produttivo in essa svolto, e dalla capacità produttiva di tale lavoro.

### La divisione del lavoro

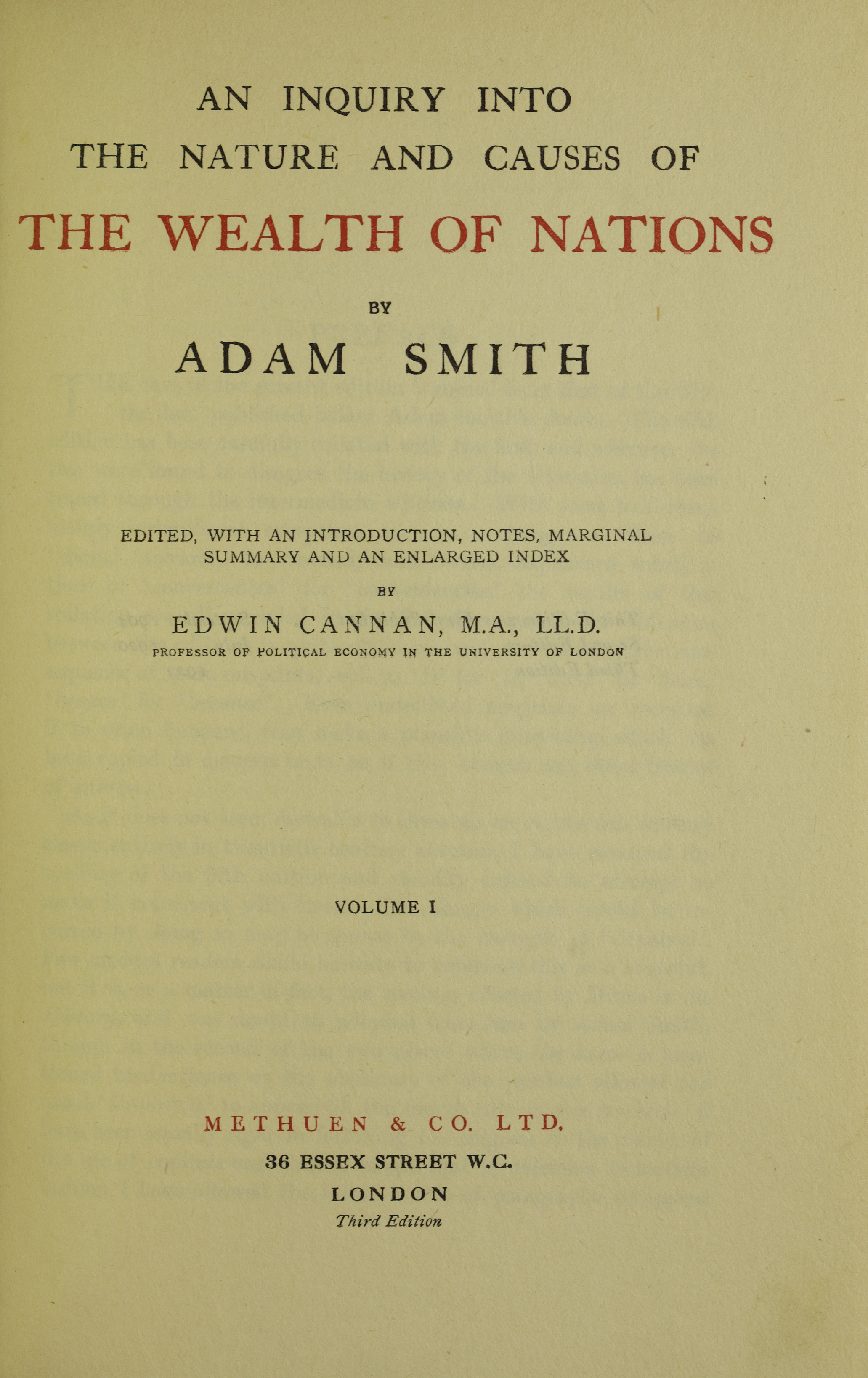
Inquiry into the nature and causes of the wealth of nations, 1922

Nel Capitolo I Smith passa all'individuazione dei fattori che influiscono su tale produttività. A tale proposito afferma:
(La Ricchezza delle Nazioni - Grandi Tascabili Economici Newton, Roma, 1995, pp. 66)
A tale affermazione segue la celebre descrizione dei vantaggi della divisione del lavoro nella manifattura degli spilli:
(La Ricchezza delle Nazioni - Grandi Tascabili Economici Newton, Roma, 1995, pp. 67)
Smith osserva poi che i vantaggi della divisione del lavoro sono massimi nella manifattura, mentre nelle attività agricole, dato il carattere di tali attività, sebbene vantaggi possano essere ottenuti, questi saranno necessariamente limitati.
L'accentuato incremento della produttività collegato alla divisione del lavoro è per Smith il risultato di tre cause distinte:
- la maggior destrezza (dexterity) dell'operaio nello svolgere le attività che gli sono affidate, dovuta alla semplificazione delle stesse;
- il risparmio di tempo che si perde di solito nel passare da un tipo di lavoro ad un altro;
- la possibilità di meccanizzazione del processo, reso più semplice dalla suddivisione del processo in attività elementari.

Riguardo all'ultimo fattore Smith rileva che la divisione del lavoro, non solo migliora l'applicabilità al processo di macchine già esistenti, ma agevola l'invenzione di nuove macchine.
La divisione del lavoro opera sia all'interno della singola manifattura, sia a livello più generale come divisione sociale del lavoro:
(La Ricchezza delle Nazioni - Grandi Tascabili Economici Newton, Roma, 1995, pp. 70)
Per Smith la divisione del lavoro non è tuttavia il risultato di una "consapevole intenzione degli uomini", ma piuttosto la "conseguenza necessaria" dell'inclinazione naturale di questi al commercio.
Il baratto o lo scambio del prodotto del proprio lavoro con quello degli altri si realizza nel mercato.
Poiché dunque per Smith la possibilità di scambiare è il primum movens della divisione del lavoro, quest'ultima risulta "limitata dall'ampiezza del mercato".
Poiché la possibilità di servirsi di mercati internazionali è stata comunque sempre impedita dall'esistenza di barriere di natura sia legale che istituzionale, un posto di rilievo nello sviluppo delle nazioni hanno rivestito i mercati interni. Per Smith la prosperità degli antichi Egizi, come dei Cinesi, nonostante queste civiltà abbiano incoraggiato il commercio estero, è dovuta in larga parte all'ampiezza dei mercati interni.
Se da un lato l'ampiezza del mercato stimola la divisione del lavoro; dall'altro una crescente divisione del lavoro aumenta la dimensione dei mercati generando circoli virtuosi.

### Valori e prezzi
Dopo una breve interessante analisi dell'origine e delle funzioni della moneta, Smith distingue le due accezioni con cui il termine valore può essere utilizzato in riferimento ad un bene:
- valore d'uso, in relazione all'utilità del bene;
- valore di scambio, in relazione al potere d'acquistare altre cose che il possesso di quel bene comporta.

A tale proposito egli osserva:
(La Ricchezza delle Nazioni - Grandi Tascabili Economici Newton, Roma, 1995, pp. 81-82)
A questa affermazione fa seguito il celebre esempio del paradosso dell'acqua e del diamante, che costituì anche il punto di partenza per lo sviluppo della teoria soggettiva del valore sviluppata dai marginalisti e centrata sul concetto dell'utilità marginale dei beni. Osserva Smith:
(La Ricchezza delle Nazioni - Grandi Tascabili Economici Newton, Roma, 1995, pp. 82)

### Il lavoro comandato come misura del valore "reale"
Nelle società moderne, in cui la divisione del lavoro si è pienamente affermata, la maggior parte delle cose di cui un uomo ha bisogno le trae dal lavoro di altri.
(La Ricchezza delle Nazioni - Grandi Tascabili Economici Newton, Roma, 1995, pp. 82)
La quantità di lavoro che la merce riesce a comprare, o comandare (il cosiddetto lavoro-comandato), è dunque per Smith la misura del valore della merce. Poiché il lavoro è l'origine della ricchezza delle nazioni, questo diventa anche la misura ultima del valore. Tuttavia, nota Smith, nonostante il lavoro sia la misura reale del valore di scambio delle merci, non è
(La Ricchezza delle Nazioni - Grandi Tascabili Economici Newton, Roma, 1995, pp. 83)
Tra le merci, con la progressiva evoluzione dei commerci, alcune, come l'oro e l'argento, sono state scelte come mezzo di scambio privilegiato e sono diventate moneta. Ciononostante, anche l'oro e l'argento, come qualsiasi altra merce cambiano nello spazio e nel tempo il loro valore. Al contrario, per Smith, il valore del lavoro per il lavoratore è tendenzialmente lo stesso in ogni tempo e luogo, perché uguale valore per il lavoratore hanno i beni che egli deve sacrificare per compierlo:
(La Ricchezza delle Nazioni - Grandi Tascabili Economici Newton, Roma, 1995, pp. 84-85)
Subito dopo però Smith nota che, nonostante il valore del lavoro per colui che lo presta sia tendenzialmente sempre uguale, per colui che lo utilizza il suo valore può cambiare, ma ciò dipende dalla produttività media del lavoro stesso, che fa più o meno care le merci che esso produce. Così, il valore del lavoro, quando come numerario sono scelte le merci che esso produce, varia perché a variare è il valore del numerario prescelto. Questo è il motivo per cui il 'prezzo' del lavoro in oro o argento (il salario) cambia continuamente.
Inoltre, poiché la possibilità di disporre di lavoro è legata alla possibilità di garantire la sussistenza del lavoratore, quelle merci, come il grano, nell'acquisto delle quali i lavoratori spendono la maggior parte del loro reddito (le cosiddette merci-salario), tenderanno a mantenere relativamente costante nel tempo e nello spazio il loro valore reale, cioè la quantità di lavoro che riescono a comandare. Anche se, nota Smith subito dopo,
(La Ricchezza delle Nazioni - Grandi Tascabili Economici Newton, Roma, 1995, pp. 86)
Tuttavia, la suddetta stabilità del valore reale del grano, se è vera per confronti molto lontani nel tempo ("da un secolo all'altro"), non risulta più vera nel breve periodo:
(La Ricchezza delle Nazioni - Grandi Tascabili Economici Newton, Roma, 1995, pp. 87)
Questo accade perché l'esatta misura del valore di scambio nominale di tutte le merci è la moneta ed il prezzo reale e quello nominale di tutte le merci sono tra di loro, "nello stesso tempo e luogo", in un rapporto ben determinato.

### Il Capitolo VI del Libro I: Delle parti componenti il prezzo delle merci
Il Capitolo VI del Libro I della Ricchezza delle Nazioni si apre con la celebre esposizione della teoria del lavoro-incorporato:
(La Ricchezza delle Nazioni - Grandi Tascabili Economici Newton, Roma, 1995, pp. 95)
Tuttavia per Smith:
(La Ricchezza delle Nazioni - Grandi Tascabili Economici Newton, Roma, 1995, pp. 96)
Per Smith dunque il profitto, proporzionale al capitale anticipato per mezzi di produzione, materie prime e salari, in seguito all'accumulazione dei fondi entra necessariamente a far parte del prezzo delle merci. Egli osserva che questo è riconosciuto per il rischio sopportato da chi impiega i fondi, e non va confuso con il compenso spettante per il lavoro di direzione o ispezione, in quanto è dovuto anche se tale attività è di fatto affidata a terzi.
(La Ricchezza delle Nazioni - Grandi Tascabili Economici Newton, Roma, 1995, pp. 96)
Dopo l'accumulazione dei fondi si crea così una scissione tra il lavoro contenuto ("la quantità di lavoro comunemente impiegata per procurarsi o produrre una merce") e il lavoro comandato ("la quantità di lavoro che essa può comunemente comprare, o comandare, o ricevere in cambio").
Inoltre, dopo che tutta la terra di un paese è stata appropriata ("non appena la terra di un paese diventa tutta proprietà privata"), per Smith nel prezzo della merce deve di necessità entrare anche un'altra componente che remuneri il proprietario della terra utilizzata nel processo produttivo: la rendita.
Dunque il prezzo di una merce (finale e intermedia) risulta dalla somma delle tre componenti di reddito: salari, profitti e rendite.
Ciononostante il lavoro rimane la misura del valore reale di tutte e tre le componenti:
(La Ricchezza delle Nazioni - Grandi Tascabili Economici Newton, Roma, 1995, pp. 97)
Smith giunge a questo attraverso una serie di passaggi logici, a volte soltanto impliciti. Da un lato quello con cui risolve il prezzo di ogni merce nella somma delle tre componenti di reddito e in un insieme di merci utilizzate nella sua produzione; queste ultime a loro volta ridotte nella somma di salari, profitti e rendite e in un insieme di quantità fisiche di mezzi di produzione. L'operazione è ripetuta diminuendo a ciascun passaggio il residuo di mezzi di produzione prodotti, fino a quando rimangono solo salari, profitti e rendite. Dall'altro quello in cui ogni merce prodotta è collegata alla quantità di lavoro direttamente necessaria a produrla e ad un insieme di mezzi di produzione; questi a loro volta ridotti a quantità di lavoro e ad altri mezzi di produzione. L'operazione è ripetuta arrivando a vedere il sistema economico come un insieme di settori che collegano i beni di consumo finali a quello che per Smith è l'unico fattore produttivo originario: il lavoro.
Smith nota infine:
(La Ricchezza delle Nazioni - Grandi Tascabili Economici Newton, Roma, 1995, pp. 100)

### Prezzo naturale e prezzo di mercato
Per Smith in ogni società o ambiente esistono saggi ordinari o naturali di salari, profitti e rendita.
Tali saggi dipendono da:
- le "condizioni generali della società, dalla sua ricchezza o povertà e dalla situazione di progresso, di stasi o di regresso";
- la natura specifica dei diversi possibili impieghi per salari e profitti, e dalla fertilità della terra per la rendita.

(La Ricchezza delle Nazioni - Grandi Tascabili Economici Newton, Roma, 1995, pp. 100)
Il prezzo naturale può essere diverso dal prezzo effettivo di vendita della merce, cioè il prezzo di mercato. Quest'ultimo è regolato dal rapporto tra la quantità effettivamente offerta e la domanda di coloro che sono disposti ed in grado di pagare il prezzo naturale della domanda effettuale o domanda effettiva (effectual demand), diversa dalla domanda assoluta. Nota Smith:
(La Ricchezza delle Nazioni - Grandi Tascabili Economici Newton, Roma, 1995, pp. 101)
Se la domanda effettuale eccede l'offerta contingente del bene il prezzo di mercato tenderà a superare quello naturale. Il contrario accadrà se è l'offerta ad eccedere la domanda effettuale. Maggiore è la deperibilità dei beni maggiori saranno le oscillazioni dei prezzi di mercato. Ciononostante il prezzo naturale tenderà a ristabilirsi nel lungo periodo se non esistono impedimenti (naturali o istituzionali) e non vi sono ulteriori "accidenti", questo perché:
(La Ricchezza delle Nazioni - Grandi Tascabili Economici Newton, Roma, 1995, pp. 102)
Tra gli impedimenti naturali Smith considera l'assenza di terra o di risorse naturali con particolari caratteristiche richieste per la produzione di una data merce. Così, ad esempio, il saggio di rendita della terra messa a coltura per la produzione di vino in Francia può essere molto al di sopra del saggio naturale della rendita, questo perché, dopo che tutta la terra utilizzabile a tale scopo in Francia viene utilizzata nella produzione di vino, ancora residua una domanda insoddisfatta.
Tra gli impedimenti di natura lato sensu istituzionale, Smith considera l'esistenza di monopoli, derivanti sia da "segreti" circa i metodi di produzione sia da regolamenti e statuti governativi (statuti di apprendistato, corporazioni).
Smith passa poi ad analizzare le singole componenti del reddito e le condizioni che ne regolano i saggi naturali.

#### Il salario
(La Ricchezza delle Nazioni - Grandi Tascabili Economici Newton, Roma, 1995, pp. 107)
Sia il profitto che la rendita sono "deduzioni del prodotto del lavoro". In seguito all'accumulazione dei fondi e alla proprietà privata sulla terra, che sostituisce la "situazione originaria...in cui tutto il prodotto del lavoro appartiene al lavoratore",
(La Ricchezza delle Nazioni - Grandi Tascabili Economici Newton, Roma, 1995, pp. 108)

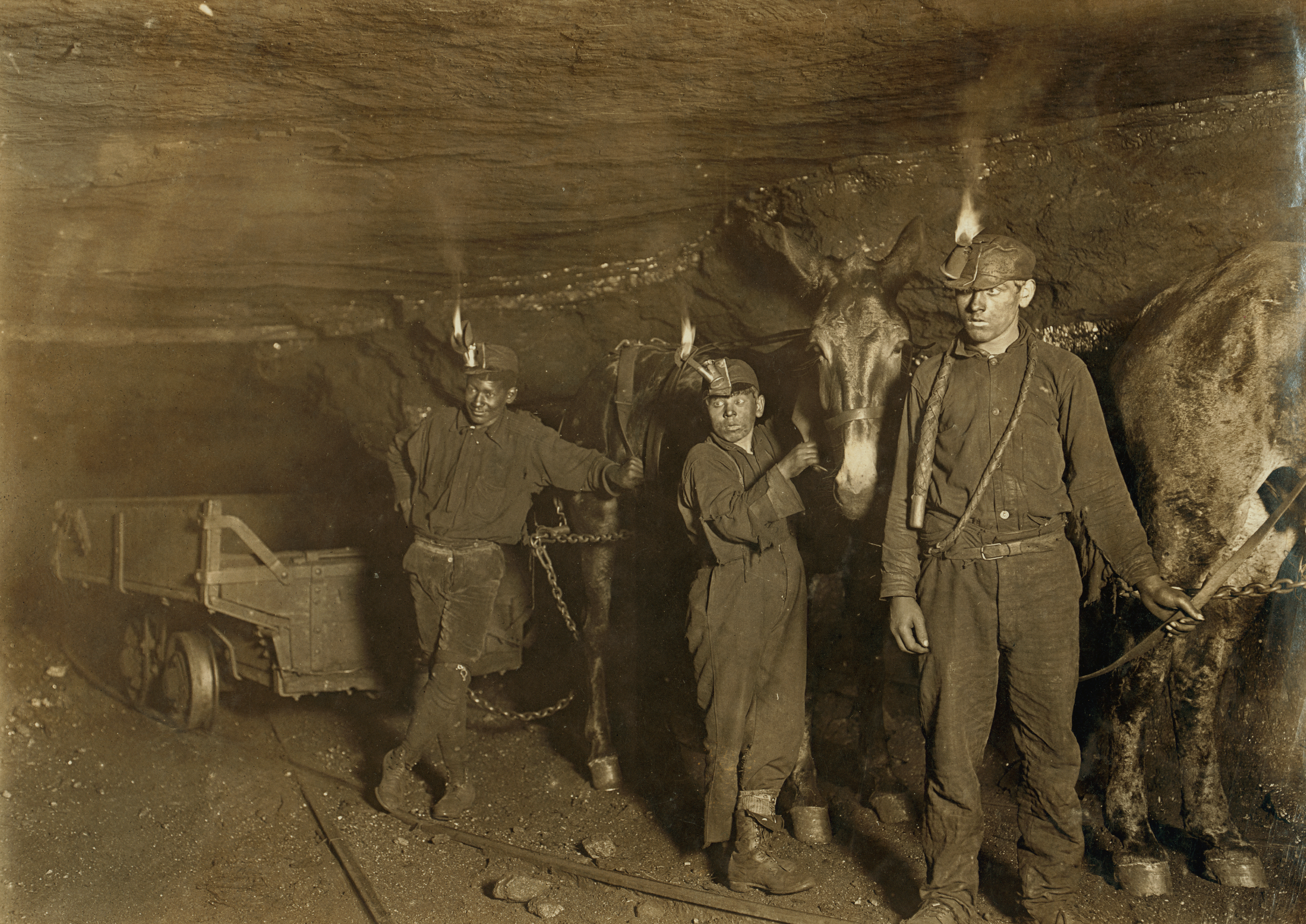
Minatori degli inizi del 900.

La ripartizione della quota spettante al lavoratore e di quella spettante al proprietario dei fondi è dunque tendenzialmente conflittuale. Entrambi tendono a coalizzarsi per aumentare la loro quota, ma Smith lucidamente a tale proposito osserva:
(La Ricchezza delle Nazioni - Grandi Tascabili Economici Newton, Roma, 1995, pp. 109)
Il limite minimo del salario è determinato da quel livello strettamente necessario alla sussistenza del lavoratore e della sua famiglia.
Vi è poi l'affermazione di quella che costituirà la base della cosiddetta teoria del fondo-salari:
(La Ricchezza delle Nazioni - Grandi Tascabili Economici Newton, Roma, 1995, pp. 110)
A proposito del saggio di variazione del salario Smith osserva:
(La Ricchezza delle Nazioni - Grandi Tascabili Economici Newton, Roma, 1995, pp. 111)
Così, ad esempio, la Cina, che è stata a lungo uno dei paesi più ricchi del mondo, essendo rimasta stazionaria per tanto tempo, non mostrava all'epoca di Smith un salario reale medio elevato. Invece l'America, che al contrario era in forte espansione, mostrava incrementi salariali costanti, e tali da agevolare l'immigrazione di europei.
Questo accade perché un incremento della produzione aumenta quanto destinato al mantenimento dei lavoratori e quindi stimola la domanda di lavoro, generando tendenze all'aumento del salario. Tuttavia, l'aumentato salario, superando i livelli di stretta sussistenza, porterà ad un incremento della popolazione e quindi ad un aumento dell'offerta di lavoro. Se il tasso di crescita della produzione non è costante e tale da far aumentare ulteriormente la domanda di lavoro, l'aumentata offerta riporterà il salario ai livelli di sussistenza.
Questa sembra per molti versi l'anticipazione della cosiddetta legge bronzea dei salari, cardine della teoria distributiva degli economisti classici ed esposta in dettaglio da Thomas Robert Malthus nel Saggio sul principio della popolazione (1798). Tuttavia vi sono alcune significative differenze tra Malthus e Smith che meritano di essere sottolineate, perché mettono in risalto la profondità del pensiero di Smith:
- Smith osserva che "la povertà, sebbene indubbiamente scoraggi il matrimonio, non sempre lo impedisce. Sembra persino che sia favorevole alla procreazione." Egli dunque rileva come un aumento della prosperità possa essere associato ad una diminuzione del tasso di natalità. Tuttavia, osserva poi, la diminuzione del tasso di mortalità, soprattutto infantile, che fa seguito ad un miglioramento delle condizioni di vita, necessariamente porterà ad un aumento della popolazione;
- Smith non assume, contrariamente a Malthus, che il tasso di crescita della popolazione sia sempre necessariamente superiore a quello dei mezzi di sussistenza, ma semplicemente che vi sia una sorta di adeguamento dell'offerta di lavoro alla domanda di lavoro che è tale da far discendere il salario se la domanda di lavoro non cresce costantemente;
- infine Smith osserva che "la remunerazione liberale del lavoro incoraggia la moltiplicazione della gente comune (a causa degli eventuali aumenti dei salari) e ne aumenta l’operosità e l’efficienza.". Così, l'aumento della produttività del lavoro che fa seguito all'aumento della produzione agisce da ulteriore forza atta a controbilanciare le tendenze alla diminuzione del salario reale.

Smith nota che, supponendo costante l'offerta di lavoro, il livello dei salari monetari è correlato positivamente con:
- la domanda di lavoro;
- il prezzo dei beni salario, cioè di quei beni nell'acquisto dei quali il salario è speso.

Questi due fattori, controbilanciandosi, tendono a stabilizzare i salari monetari, che subiscono oscillazioni minori del prezzo dei viveri. Infatti, in periodi di abbondanza, mentre il prezzo dei viveri scende comportando pressioni al ribasso dei salari, l'accresciuta domanda di lavoro esercita pressioni al rialzo. Il contrario accade in tempi di carestia.
Smith osserva poi:
(La Ricchezza delle Nazioni - Grandi Tascabili Economici Newton, Roma, 1995, pp. 123)